# Scartelaos histophorus
Scartelaos histophorus és una espècie de peix de la família dels gòbids i de l'ordre dels perciformes.

## Morfologia
- Els mascles poden assolir 14 cm de longitud total.[4][5]

## Hàbitat
És un peix de clima tropical i demersal.

## Distribució geogràfica
Es troba des del Pakistan fins al Japó i Austràlia, incloent-hi la zona de marees d'aigua dolça del riu Mekong.

## Observacions
És inofensiu per als humans i capaç de respirar aire.